# Mata Mourisca
Pour les articles homonymes, voir Mata.
Mata Mourisca est une freguesia portugaise située dans le District de Leiria.
Avec une superficie de 24,78 km2 et une population de 1 942 habitants (2001), la paroisse possède une densité de 78,4 hab/km2 